# Küstenmaus

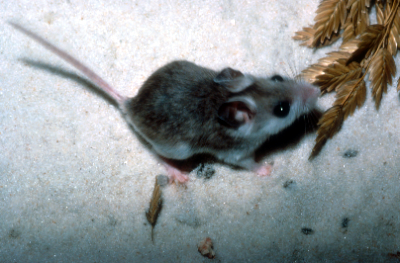
Unterart P. p. trissyllepsis aus Florida

Die Küstenmaus (Peromyscus polionotus) ist eine im Südosten der Vereinigten Staaten von Amerika lebende Art der Neuweltmäuse. 

## Merkmale
Küstenmäuse erreichen eine Kopfrumpflänge von 7 bis 9 Zentimetern, die Schwanzlänge beträgt 4 bis 6 Zentimeter, und das Gewicht 10 bis 15 Gramm.  Ihr Fell ist an der Oberseite grau oder bräunlich gefärbt, der Bauch und die Beine sind heller, nahezu weiß. Die Populationen, die die Sanddünengebiete bewohnen, sind meist heller gefärbt.

## Verbreitung und Lebensraum
Küstenmäuse leben im Südosten der USA, ihr Verbreitungsgebiet erstreckt sich von Tennessee über South Carolina, Mississippi, Alabama und Georgia bis in den Norden der Halbinsel Florida. Sie bewohnen verschiedene Lebensräume, darunter Busch- und Grasländer. Eine Reihe von Unterarten hat sich auf Sanddünen in Küstenregionen spezialisiert.

## Lebensweise
Küstenmäuse sind nachtaktive Tiere. Sie graben ihre eigenen Baue, in denen sie ihre Nester anlegen. Diese Nestkammern liegen 0,3 bis 0,9 Meter unter der Oberfläche und haben zumindest zwei Ausgänge.
Ihre Nahrung besteht vorrangig aus Pflanzensamen, die sie auch teilweise in ihren Bauen lagern. Daneben nehmen sie auch Insekten zu sich.
Die Weibchen tragen im Laufe eines Jahres mehrere Würfe aus, die Paarung kann das ganze Jahr über erfolgen. Die durchschnittliche Tragzeit beträgt 24 Tage, die Wurfgröße drei bis vier Jungtiere. Diese wachsen sehr schnell und sind schon nach 30 Tagen geschlechtsreif.

## Modellorganismus in der Inzuchtforschung
Aufgrund ihrer Lebensweise ist die Küstenmaus ein beliebter Modellorganismus in der Inzuchtforschung: Durch wetterbedingte Änderungen der Küstenlinie werden immer wieder kleine Populationen auf neu gebildeten Inseln isoliert. In diesen isolierten Populationen kommt es dadurch zu einem genetischen Flaschenhals, der wiederum zu verschiedenen Inzuchtszenarien führen kann. Anhand solcher Populationen werden Studien zu Inzuchtdepression und Purging betrieben.

## Bedrohung
Die Art als ganzes wird von der IUCN nicht als gefährdet gelistet. Einige Unterarten, die oft nur an kleinen Strandabschnitten leben, gelten hingegen wegen der Zerstörung ihres Lebensraums und wegen Naturkatastrophen als gefährdet. Dazu zählen:
- Peromyscus polionotus decoloratus ist ausgestorben. Diese Unterart kam nur in der Nähe von Ponce de Leon in Florida vor.
- P. p. trissyllepsis lebt in Alabama und Florida und gilt als vom Aussterben bedroht (critically endangered).
- P. p. allophrys ist in Florida beheimatet und gilt als stark gefährdet (endangered).
- Die Alabama-Küstenmaus (P. p. ammobates) gilt ebenfalls als stark gefährdet.
- P. p. peninsularis bewohnt Florida und gilt als stark gefährdet.
- P. p. phasma lebt an der Nordostküste Floridas. Auch diese Unterart ist stark gefährdet.
- Als potenziell gefährdet werden die Unterarten P. p. leucocephalus und P. p. niveiventris, ebenfalls beide aus Florida, gelistet.